# Мочарник джерельний
{{#ifeq:0|0|{{#if:Philonotis fontana|{{#if:|[[]}}|[[]]}}}}
Мочарник джерельний (Philonotis fontana) — вид мохів порядку Bartramiales.

## Поширення
Батьківщиною є Європа, Африка, Північна Америка, Азія.
Населяє світлі, бідні вапном і поживними речовинами, переважно холодні весняні місця. Зустрічається на болотах, на просочуваних ґрунтах і на заливних вихідних породах.

## Галерея

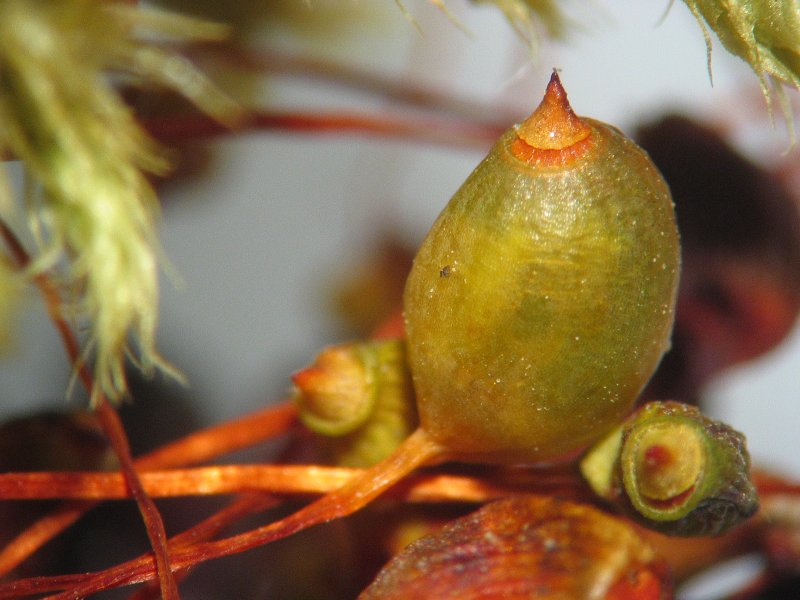
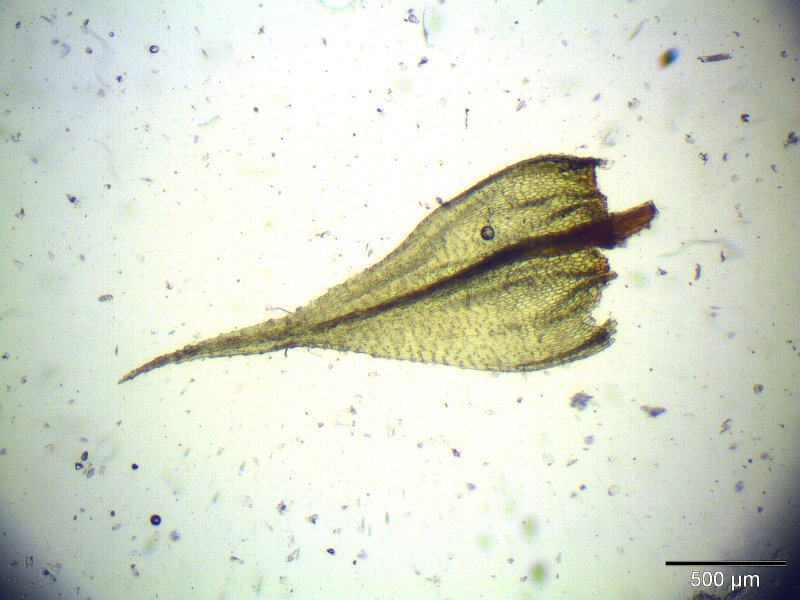
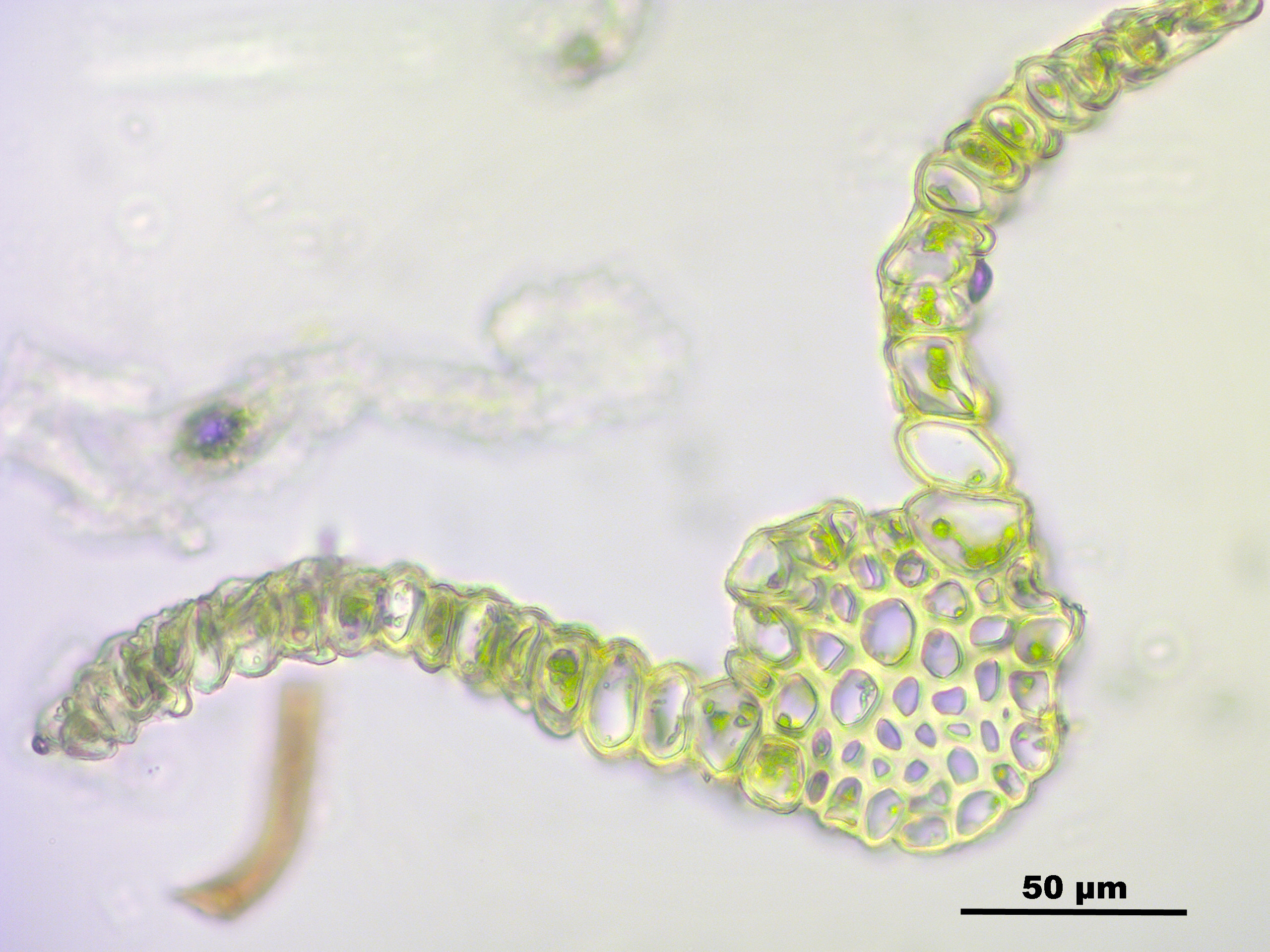

## Характеристика
Рослини від малого до великого розміру, у пучках, килимках або дернинах, від світло- до темно-зелених або жовтуватих, іноді червонуваті або сіруваті, червонувато-коричневі проксимально. Стебла 1–16(20) см, прямовисні, прості, нерівнорозгалужені або з підквітковою мутовкою новоутворень, дистально запушені. Листки від жорстко прямовисних до прямовисно-розпростерті, від ланцетних до широко-яйцювато-ланцетних або яйцювато-шилуватих, 0.6–3 мм; краї закручені, зубчасті на всьому протязі, зубці парні, іноді краї рівні, зубці непарні; верхівка поступово або різко гостра до загостреної, іноді тупої. Спеціалізоване нестатеве розмноження відсутнє. Вид дводомний. Коробочкові ніжки 2–5(7) см, прямі. Коробочка 1–3.5 мм. Спори від яйцюватої до ниркоподібної форми, 18–30 мкм.